# Nowogrodziec (gmina)
Nowogrodziec est une gmina mixte du powiat de Bolesławiec, Basse-Silésie, dans le sud-ouest de la Pologne. Son siège est la ville de Nowogrodziec, qui se situe environ 15 km au sud-ouest de Bolesławiec et 116 km à l'ouest de la capitale régionale Wrocław.
La gmina couvre une superficie de 176,26 km2 pour une population de 14 724 habitants.

## Géographie
La gmina est bordée par les gminy de Bolesławiec, Gryfów Śląski, Lubomierz, Nowogrodziec, Pielgrzymka, Warta Bolesławiecka et Wleń.